# Ото I (Брауншвайг-Гьотинген)
Вижте пояснителната страница за други личности с името Ото I.
Ото I (на немски: Otto der Quade, „der Böse“; * ок. 1340; † 13 декември 1394, Хардегзен) от род Велфи (Стар Дом Брауншвайг), е херцог на Брауншвайг-Люнебург и от 1367 до 1394 г. княз на Гьотинген.

## Живот
Син е на херцог Ернст I (1305 – 1367) и Елизабет фон Хесен († 7 март 1390), дъщеря на ландграф Хайнрих II фон Хесен „Железния“.
Ото I управлява през 1364 г. първо заедно с баща си и от 1367 г. сам. Той се съюзява с други рицари и воюва против князе и градове. Той е изгонен от Гьотинген и отива да живее в замък Бург Хардег в Хардегзен, който купил през 1379 г., и умира там през 1394 г. Понеже има църковна присъда, Ото I е погребан в несвята земя северно от манастирската църва на Вибрехтсхаузен при Нортхайм.
Ото I оставя на сина си Ото II политическо слабо и финансово задължено княжество.

## Фамилия
Първи брак: на 19 ноември 1357/14 януари 1358 г. с Мирослава фон Холщайн-Пльон († пр. 1379), дъщеря на граф Йохан III фон Холщайн-Кил и Холщайн-Пльон († 1359). Те имат един син:
- Вилхелм (1370 – 1391)

Втори брак: преди 24 юни 1379 г. с Маргарета фон Берг (1364 – 1442), дъщеря на херцог Вилхем I фон Берг. Те имат три деца:
- Ото II (ок. 1380 – 1463), женен ок. 1408 г. за Агнес фон Хесен (1391 – 1471), дъщеря на ландграф Херман II фон Хесен
- Анна (1387 – 1426), омъжена 1403 за маркграф Вилхелм I фон Майсен (1343 – 1407) и 1413 за граф граф Вилхелм I (II) фон Хенеберг-Шлойзинген (1384 – 1426)
- Елизабет († 1444), омъжена юли 1405 за херцог Ерих I фон Брауншвайг-Грубенхаген (1383 – 1427)